# Sivry-la-Perche
 Sivry-la-Perche  es una población y comuna francesa, en la región de Lorena, departamento de Mosa, en el distrito de Verdún y cantón de Verdun-Ouest.

## Demografía
| 214 | 183 | 250 | 278 | 275 | 271 |
| Para los censos de 1962 a 1999 la población legal corresponde a la población sin duplicidades (Fuente: INSEE [Consultar]) |     |     |     |     |     |